# Geschichtsmethodik
Geschichtsmethodik ist ein Teil der Geschichtsdidaktik, der sich mit effektiven Verfahren und Möglichkeiten des Lehrens und Lernens im Geschichtsunterricht befasst. Dazu gehören die fachdidaktischen Arbeitstechniken, Materialien und Medien sowie Organisationsformen.
Im Prinzip liegt auch dem Geschichtsunterricht die historisch-kritische Methode der Geschichtswissenschaft zugrunde. Sie muss allerdings stark vereinfacht so eingesetzt werden, dass die Lernenden in die Lage versetzt werden, historisches Wissen und Verstehen zu erlangen. Daher besteht auch eine Nähe zur fachunspezifischen Methodik aller Schulfächer.

## Methodische Unterscheidungen
Nach Hilke Günther-Arndt (2007) sind Lehr-Lernkonzepte von Lehr-Lernformen zu unterscheiden.
Die Lehr-Lernkonzepte sind als Grundtypen von Unterricht – unterschieden nach der Bindung/Freiheit der Lernenden – der
- erarbeitende Geschichtsunterricht (Klassenverband)
- aufgabenzentrierte Geschichtsunterricht (individualisiert)
- projektförmige Geschichtsunterricht (kooperativ)
- erkundende Geschichtsunterricht an besonderen Lernorten oder mit originalen Quellen
  - Museum
  - Archiv
  - Exkursion
  - Lokalerkundung
  - Gedenkstätte

Die historischen Lehr-Lernformen als Dimensionen methodischer Kompetenzen sind
- die Wissensrecherche (zum Beispiel Nachschlagen, Informationskompetenz)
- die Interpretation von historischen Quellen und Darstellungen (zum Beispiel schriftliche und bildliche Quellen, historische Filme, Schulbücher, Zeitzeugen)
- die Kommunikation (zum Beispiel Brainstorming, Unterrichtsgespräch, Diskussion, Debatte)
- die Präsentation (zum Beispiel Vortrag, Erzählung, schriftliche Darstellung, Visualisierung, Inszenierung)

Die eingesetzten Sozialformen und Verlaufsformen sind weniger fachspezifische Methodenkomponenten.
Sozialformen sind
- Frontalunterricht
- Einzelarbeit
- Partnerarbeit
- Gruppenunterricht

Verlaufsformen oder Unterrichtsphasen sind zum Beispiel
- Einstieg
- Erarbeitung
- Sicherung
- Vertiefung

## Zur Geschichte der Geschichtsmethodik
Bis in die 1950er Jahre wurde die praktische Ausbildung der Geschichtslehrkräfte für den Unterricht an den Universitäten, Pädagogischen Hochschulen und in den Lehrerseminaren als Geschichtsmethodik bezeichnet, so bei Hans Ebeling 1953. Entsprechende Buchtitel gab es noch bis 1973 (Kurt Fina). In der Lehrerausbildung der DDR bestand diese Auffassung bis 1989, da eine didaktische Freiheit zur Reflexion der Ziele des Unterrichts politisch nicht gewollt war.
In der Bundesrepublik setzte sich der Anspruch der Geschichtsdidaktik durch, als Voraussetzung des Unterrichts selbstständig über die Ziele und Inhalte zu reflektieren. Diese sind weder durch die Geschichtswissenschaft („Abbilddidaktik“) noch einfach durch die Lehrpläne vorgegeben, so dass sie nur effektiv umgesetzt werden müssten, wie es ein populäres Missverständnis ausdrückt. Die Geschichtslehrer haben vielmehr die Aufgabe, zwischen den Ansprüchen des Faches, der Gesellschaft (unter anderem des Lehrplans) und den Bedürfnissen der Schüler eigene Lösungen zu finden. Mit der Etablierung eigenständiger Universitätsprofessuren für Geschichtsdidaktik in den 1970er Jahren rückten methodische Fragen lange in den Hintergrund der Ausbildung, sie galten als zu trivial. Erst etwa ab Ende der 1980er Jahre drängten methodische Probleme wieder stärker in die Betrachtung, insbesondere weil die anspruchsvollen didaktischen Konzepte in der Schulpraxis kaum umgesetzt wurden. Wie in anderen Unterrichtsfächern wurden nun Ziele wie Selbsttätigkeit, Handlungsorientierung, Projektunterricht mit Methoden angestrebt, die fachliche Gesichtspunkte eher zurücktreten ließen. Dazu trug die Konjunktur der Heinz-Klippert-Bücher bei. Der Didaktiker Hans-Jürgen Pandel rügte dies gar als planloses „Werken und Wuseln“, allerdings ohne realistische methodische Alternativen anzubieten. Immerhin erschienen zwei umfangreiche Handbücher Medien im Geschichtsunterricht (1999) und Methoden im Geschichtsunterricht (2004), deren Distanz zur konkreten Schulpraxis jedoch bemängelt wurde. Auch im Lichte einer sich zunehmend Geltung verschaffenden empirischen Bildungsforschung, Lehr-Lern-Forschung und Unterrichtsanalyse sind hinsichtlich der Effektivität einzelner Lehr- und Lern-Methoden im Geschichtsunterricht bisher noch nicht ausreichend belastbare Erkenntnisse vorhanden.

### Grundlagen
- Hans Ebeling: Methodik des Geschichtsunterrichts. Schroedel, Hannover/Darmstadt 1953 (6. Auflage 1962).
- Bernhard Stohr: Methodik des Geschichtsunterrichts. Probleme der methodischen Gestaltung des Geschichtsunterrichts an der allgemeinbildenden polytechnischen Oberschule. Volk und Wissen, Berlin 1961 (3. Auflage 1968).
- Hans Ebeling: Zur Didaktik und Methodik eines kind-, sach- und zeitgemäßen Geschichtsunterrichts. Schroedel, Hannover u. a. 1965 (5. Auflage 1973).
- Kurt Fina: Geschichtsmethodik. Die Praxis des Lehrens und Lernens, 2. erg. Auflage, Ehrenwirth, München 1981 (1. Auflage 1973) ISBN 3-431-02316-9
- Handbuch Medien im Geschichtsunterricht, hg.v. Hans-Jürgen Pandel, Gerhard Schneider, Wochenschau, Schwalbach/Ts. 1999 ISBN 3-87920-430-6
- Handbuch Methoden im Geschichtsunterricht, hg.v. Ulrich Mayer, Hans-Jürgen Pandel, Gerhard Schneider, Wochenschau, Schwalbach/Ts. 2004 ISBN 3-87920-436-5
- Hilke Günther-Arndt (Hg.): Geschichtsmethodik. Handbuch für die Sekundarstufe I und II. Cornelsen Scriptor, Berlin 2007, ISBN 978-3-589-22526-2

### Sekundärliteratur
- Marko Demantowsky: Die Geschichtsmethodik in der SBZ und DDR. Ihre konzeptuelle, institutionelle und personelle Konstituierung als akademische Disziplin 1945–1970. Schulz-Kirchner, Idstein 2003, ISBN 978-3-8248-0370-5